# درج (قراءة)
الدرج في القراءة هو خلاف التهجي ويراد به وصل الألفاظ وقراءتها قراءة متصلة.

## أمثلة

### عربية
- عبد الله، عند الدرج تلفظ ‎[ʕæb.dulˁːaːh]‏.

### فرنسية
- Elle arrête un voleur تلفظ درجا ‎[ɛ.la.ʁɛ.tœ̃.vo.lœʁ]‏.

### إنجليزية
- did you تلفظ عند الدرج ‎[dɪdʒuː]‏.